# سینه‌پهلو
سینه‌پهلو یا نیومانیا یا ذات‌الریه (به فرانسوی: Pneumonie) یک بیماری التهابی ریه است که عمدتاً کیسه‌های هوایی (آلوئول) را تحت تأثیر قرار می‌دهد علائم معمولاً شامل ترکیبی از سرفه‌های مولد یا خشک، درد قفسه سینه، تب و تنگی نفس می‌شود. شدت بیماری متغیر است.
سینه‌پهلو معمولاً در اثر عفونت با ویروس‌ها یا باکتری‌ها و کمتر توسط سایر میکروب‌ها ایجاد می‌شود. شناسایی بیماری‌زا مسئول ممکن است دشوار باشد. تشخیص اغلب بر اساس علائم و معاینه فیزیکی است. رادیوگرافی قفسه سینه، آزمایش خون و کشت خلط ممکن است به تأیید تشخیص کمک کند. این بیماری ممکن است بر اساس محل کسب آن طبقه‌بندی شود، مانند سینه‌پهلو اکتسابی در جامعه یا بیمارستان یا مرتبط با مراقبت‌های بهداشتی.
عوامل خطر برای سینه‌پهلو شامل فیبروز کیستیک، بیماری مزمن انسدادی ریه (COPD)، بیماری سلول داسی شکل، آسم، دیابت، نارسایی قلبی، سابقه سیگار کشیدن، توانایی ضعیف برای سرفه (مانند سکته مغزی) و سیستم ایمنی ضعیف است.
واکسن‌هایی برای پیشگیری از انواع خاصی از سینه‌پهلو (مانند واکسن‌هایی که توسط باکتری استرپتوکوک پنومونیه ایجاد می‌شوند، مرتبط با آنفولانزا، یا مرتبط با COVID-19) در دسترس هستند. روش‌های دیگر پیشگیری شامل شستن دست‌ها برای جلوگیری از عفونت و عدم استعمال دخانیات است.
درمان بستگی به علت زمینه‌ای دارد. سینه‌پهلو که اعتقاد بر این است که ناشی از باکتری است با آنتی‌بیوتیک درمان می‌شود. اگر سینه‌پهلو شدید باشد، فرد مبتلا به‌طور کلی در بیمارستان بستری می‌شود. در صورت پایین بودن سطح اکسیژن ممکن است از اکسیژن درمانی استفاده شود.
هر سال، سینه‌پهلو حدود ۴۵۰ میلیون نفر در سراسر جهان (۷٪ از جمعیت) را تحت تأثیر قرار می‌دهد و منجر به مرگ حدود ۴ میلیون نفر می‌شود. با معرفی آنتی‌بیوتیک‌ها و واکسن‌ها در قرن بیستم، بقا بسیار بهبود یافته‌است. با این وجود، سینه‌پهلو یکی از علل اصلی مرگ و میر در کشورهای در حال توسعه و همچنین در میان افراد بسیار مسن، بسیار جوان و بیماران مزمن باقی مانده‌است.ذات الریه اغلب دوره رنج را در میان کسانی که نزدیک به مرگ هستند کوتاه می‌کند و بنابراین به آن «دوست پیرمرد» می‌گویند. نام این بیماری برگرفته از πνευμονία کلمه ای یونانی به معنای مرض ریوی یا بیماری ششی است.

## علائم، پیشگیری و درمان
علائم شایع آن عبارتند از: خلط، درد قفسه سینه، تب، و اشکال در تنفس. ابزار تشخیصی آن شامل استفاده از اشعه ایکس و کشت خلط است. واکسن‌هایی برای جلوگیری از انواع خاصی از سینه‌پهلو در دسترس است. درمان بستگی به علت زمینه‌ای دارد، سینه‌پهلو باکتریایی با آنتی‌بیوتیک درمان می‌شود. اگر سینه‌پهلو شدید باشد، معمولاً فرد مبتلا در بیمارستان بستری می‌گردد.

## پیش‌آگهی و اپیدمیولوژی
سینه‌پهلو سالانه حدود ۴۵۰ میلیون نفر معادل هفت درصد از کل جمعیت جهان را مبتلا می‌کند و منجر به حدود ۴ میلیون مرگ می‌شود. اگرچه ویلیام آسلر در قرن نوزدهم به سینه‌پهلو عنوان «کاپیتان مرگ مردان» را داده بود، ظهور آنتی‌بیوتیک‌درمانی و واکسن در قرن بیستم موجب افزایش میزان زنده ماندن در بین این بیماران شد. با این حال، سینه‌پهلو همچنان در کشورهای در حال توسعه، و در میان افراد بسیار پیر، بسیار کم‌سن و سال و افراد مبتلا به بیماری مزمن به‌عنوان یک علت اصلی مرگ محسوب می‌شود.

## علائم و نشانه‌ها
| میزان علائم | میزان علائم |
| علائم       | میزان       |
| ----------- | ----------- |
| سرفه        | ۷۹–۹۱٪      |
| کوفتگی      | ۹۰٪         |
| تب          | ۷۱–۷۵٪      |
| تنگی نفس    | ۶۷–۷۵٪      |
| خلط سینه    | ۶۰–۶۵٪      |
| درد سینه    | ۳۹–۴۹٪      |

نشانه‌های اصلی سینه پهلو عفونی

افراد مبتلا به سینه پهلو عفونی اغلب سرفه همراه با خلط، تب همراه با لرز شدید، تنگی نفس، درد قفسه سینه گزنده یا شدید در حین نفس کشیدن، و افزایش تعداد تنفس را تجربه می‌کنند در افراد مسن، ممکن است گیجی مشهودترین علامت باشد. علائم و نشانه‌های متداول در کودکان زیر پنج سال عبارتند از: تب، سرفه و تنفس سریع یا اشکال در تنفس.
تب خیلی تعیین‌کننده نیست، زیرا در بسیاری از بیماری‌های شایع دیگر نیز رخ می‌دهد، و ممکن است در کسانی که مبتلا به بیماری شدید و سوء تغذیه هستند، مشاهده نشود. علاوه بر این، سرفه اغلب در کودکان کمتر از ۲ ماه مشاهده نمی‌شود. علائم و نشانه‌های شدیدتر ممکن است شامل موارد زیر باشد: کبودی پوست، کاهش تشنگی، تشنج، استفراغ مداوم، افزایش یا کاهش شدید دمای بدن، یا کاهش سطح هوشیاری.
موارد باکتریایی و ویروسی سینه پهلو معمولاً دارای علائم مشابهی هستند. برخی از علت‌های این بیماری با ویژگی‌های بالینی کلاسیک اما غیراختصاصی همراه است. سینه پهلو ناشی از لژیونلا ممکن است با شکم‌درد، اسهال، یا گیجی همراه باشد، حال آنکه سینه پهلو ناشی از استرپتوکوک پنومونیه با خلط قهوه‌ای مایل به سرخ همراه است، و سینه پهلو ناشی از کلبسیلا ممکن است با خلط خونی همراه باشد که اغلب به آن عنوان «ژله ارغوانی» گفته می‌شود. خلط خونی (معروف به هموپتیزی) ممکن است همراه با سل، سینه پهلو گرم- منفی، و آبسه ریه رخ دهد و مشاهده آن با برونشیت حاد نیز خیلی رایج است. سینه پهلو مایکوپلاسما ممکن است همراه با تورم گره‌های لنفاوی در گردن، درد مفاصل یا عفونت گوش میانی رخ دهد. سینه پهلو ویروسی به‌طور معمول بیش از سینه پهلو باکتریایی با خس خس سینه همراه است.

## علت

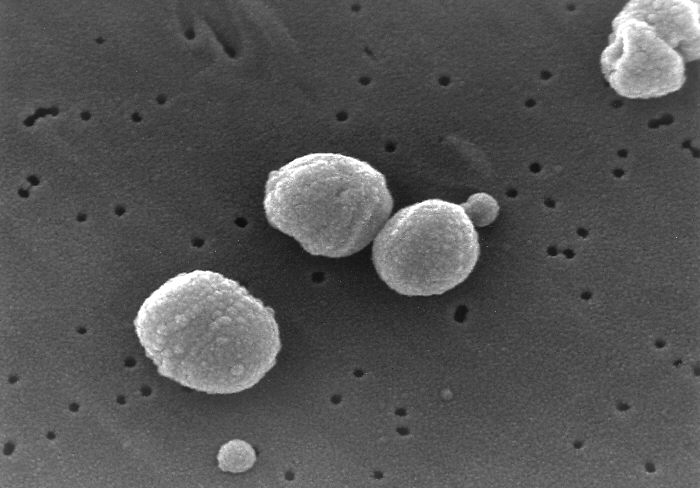
باکتری استرپتوکوک پنومونیه علت شایع سینه پهلو، تصویر حاصل از میکروسکوپ الکترونی.

سینه پهلو عمدتاً به علت عفونت‌های ناشی از باکتری یا ویروس و معمولاً در موارد کمتر در اثر قارچ و انگل رخ می‌دهد. اگر چه بیش از ۱۰۰ گونه عامل عفونی شناسایی شده‌است، تنها چند مورد از آن‌ها باعث بروز اکثر موارد می‌شوند. عفونت‌های مختلط ناشی از حضور همزمان ویروس‌ها و باکتری‌ها ممکن است در ۴۵٪ عفونت‌ها در کودکان و ۱۵٪ عفونت‌ها در بزرگسالان رخ دهد. امکان تشخیص عامل بیماری‌زا با انجام دقیق آزمایش، در حدود نیمی از موارد وجود ندارد.
اصطلاح سینه پهلو در بین توده مردم گه گاه و به اشتباه به عنوان عوارض ماندن بدن در هوای سرد یا زیر باران به کار برده می‌شود. گاهی به‌طور عام به هر وضعیتی گفته می‌شود که منجر به التهاب ریه‌ها شود (و مثلاً در اثر بیماری خودایمنی، سوختگی‌های شیمیایی یا واکنش‌های دارویی ایجاد می‌شود) با این حال، عنوان دقیق‌تر این التهاب سینه پهلو است. به لحاظ تاریخی عوامل بیماری‌زا را بر اساس تظاهرات مفروض آن‌ها به دو دسته «معمولی» و «غیرمعمولی» تقسیم کرده‌اند، اما شواهدی در تأیید این تمایز وجود ندارد، به همین دلیل دیگر بر آن تأکیدی صورت نمی‌گیرد.
شرایط و عوامل خطرآفرین که زمینه ابتلا به سینه پهلو را فراهم می‌کنند عبارتند از: سیگار کشیدن، نقص ایمنی، اعتیاد به الکل، بیماری انسداد مزمن ریوی، بیماری مزمن کلیوی و بیماری کبد. استفاده از داروهای سرکوب‌کننده اسید مانند مهارکننده‌های پمپ پروتون یا مسدودکننده‌های H2 منجر به افزایش خطر ابتلا به سینه پهلو می‌شوند. بالا رفتن سن نیز در بروز سینه پهلو مؤثر است.

### باکتری‌ها
باکتری‌ها شایع‌ترین علت سینه پهلو اکتسابی از جامعه (CAP) هستند و در حدود ۵۰٪ از موارد استرپتوکوک سینه پهلوه علت بیماری شناخته شده‌است. سایر باکتری‌های رایج تشخیص داده شده عبارتند از: هموفیلوس آنفلوآنزا در ۲۰ درصد موارد، کالمیدوفیلیا پنومونیه در ۱۳٪ و مایکوپلاسما پنومونی در ۳٪ موارد؛ استافیلوکوکوس اورئوس ؛موراکسلا کاتارالیس ؛ لژیونلا پنوموفیلا و باسیل‌های گرم منفی تعدادی از گونه‌های مقاوم در برابر دارو عفونت‌های مذکور در حال شیوع یافتن بیشتری هستند، از جمله "استرپتوکوک سینه پهلوه مقاوم در برابر دارو (DRSP) و استافیلوکوکوس اورئوس مقاوم به متی‌سیلین (MRSA).
در صورت وجود عوامل خطرآفرین، انتشار ارگانیسم‌ها تسهیل می‌شود. اعتیاد به الکل با شیوع استرپتوکوک سینه پهلو، ارگانیسم بی‌هوازی و مایکوباکتریوم توبرکلوزیس رابطه دارد؛ سیگار کشیدن اثرات استرپتوکوک سینه پهلو، هموفیلوس آنفلوآنزا، موراکسلا کاتارالیس، و لژیونلا پنوموفیلا را تسهیل می‌کند. قرار گرفتن در معرض پرندگان با کلامیدیا پسیتاسیو قرار گرفتن در معرض حیوانات مزرعه با کوکسیلا بورنتیرابطه دارد؛ آسپیراسیون محتویات معده با ارگانیسم‌های بی‌هوازی؛ و فیبروز کیستی با سودوموناس آئروژینوزا و استافیلوکوکوس اورئوس ارتباط دارد. استرپتوکوک سینه پهلوه در زمستان شایع‌تر است، و در افرادی که آسپیراسیون مقدار زیادی ارگانیسم‌های بی‌هوازی در آن‌ها رخ داده، مشکوک تلقی می‌شود.

### ویروس
در بزرگسالان، ویروسها حدود یک‌سوم و در کودکان حدود ۱۵ درصد از موارد سینه پهلو را موجب می‌شوند. عواملی که معمولاً در این زمینه دخیل هستند عبارتند از: راینوویروسها، کوروناویروسها، ویروس آنفلوآنزا، ویروس سنسیشیال تنفسی (RSV)، آدنوویروس، و پاراآنفلوآنزا. ویروس هرپس سیمپلکس به ندرت منجر به سینه پهلو می‌شود، به جز در گروه‌هایی مانند: نوزادان، افراد مبتلا به سرطان، افراد دارای اعضای پیوندی، و کسانی که دچار سوختگی قابل توجهی هستند افراد پس از پیوند عضو یا کسانی که دارای نقص ایمنی دیگری هستند میزان بالای سینه پهلو سیتومگالوویروس را نشان می‌دهند. افراد مبتلا به عفونت‌های ویروسی ممکن است به باکتری "استرپتوکوک سینه پهلوه، استافیلوکوکوس اورئوس، یا هموفیلوس آنفلوآنزا نیز مبتلا شوند، به‌خصوص هنگامی که دچار مشکلات سلامتی دیگری نیز باشند. ویروس‌های مختلف در دوره‌های مختلف سال شیوع دارند، به‌عنوان مثال در طی فصل آنفلوآنزا، ممکن است ویروس آنفلوآنزا موجب بیش از نیمی از تمام موارد ویروس باشد. گاهی شیوع ویروس‌های دیگر نیز رخ می‌دهد، از جمله هانتاویروس‌ها و کوروناویروس .

### قارچ
سینه پهلو قارچی غیرمعمول است، اما معمولاً در افراد مبتلا به تضعیف سیستم ایمنی ناشی از ایدز، داروی سرکوب‌کننده سیستم ایمنی، یا سایر مشکلات پزشکی رخ می‌دهد. این نوع بیماری اغلب ناشی از هیستوپلاسما کپسولاتوم، بلاستومایسس، کریپتوکوکوس نئوفورمنس، پنوموسیستیس جیرووسی، و کوکسیدیوئیدس ایمیتیس است. هیستوپلاسموزیس شایع‌ترین قارچ در حوزه رودخانه می‌سی‌سی‌پی و کوکسیدیوئیدومایکوزیس نیز شایع‌ترین نوع در جنوب غربی متحده آمریکا است. تعداد موارد در نیمه دوم قرن بیستم با توجه به افزایش سفر و میزان سرکوب سیستم ایمنی در بین مردم افزایش یافته‌است.

### انگل‌ها
انواع انگل می‌تواند ریه‌ها را مبتلا کند، از جمله: توکسوپلاسما گوندی، استرونگیلوئید استرکورالیس، آسکاریس، و پلاسمودیوم مالاریا. این ارگانیسم‌ها به‌طور معمول از طریق تماس مستقیم با پوست، بلع، یا از طریق یک حشره ناقل وارد بدن می‌شوند. به‌جز پاراگونیموس وسترمانی، بسیاری از انگل‌ها مشخصاً ریه‌ها را مبتلا نمی‌کنند، بلکه ریه‌ها را به‌طور غیرمستقیم از طریق قسمت‌های دیگر درگیر می‌نمایند. برخی انگل‌ها، به‌خصوص آن‌هایی که به گونه‌های آسکاریس و استرونگیلوئید تعلق دارند، واکنش ائوزینوفیلیک شدید را موجب می‌شوند که ممکن است به سینه پهلو ائوزینوفیلیک منجر شود. در عفونت‌های دیگر مانند مالاریا، ابتلای ریه در درجه اول مربوط به التهاب سیستمیک ناشی از سیتوکین است. در جهان توسعه‌یافته این عفونت‌ها در افرادی که از سفر بازمی‌گردند یا در بین مهاجران بیشتر شایع است. در سطح جهان بیشترین شیوع این عفونت‌ها در کسانی است که دچار نقص سیستم ایمنی هستند.

### ناشناخته
سینه پهلو بینابینی ناشناخته یا سینه پهلو غیر عفونی یک رده از بیماری منتشر ریه است. این بیماری‌ها عبارتند از: آسیب منتشر آلوئولی، سینه پهلو سازماندهی، سینه پهلو بینابینی نامشخص، سینه پهلو بینابینی لنفوسیتی، سینه پهلو بینابینی پوسته‌ای، بیماری برونشیولیت تنفسی بینابینی ریه، و سینه پهلو بینابینی معمول.

## پاتوفیزیولوژی

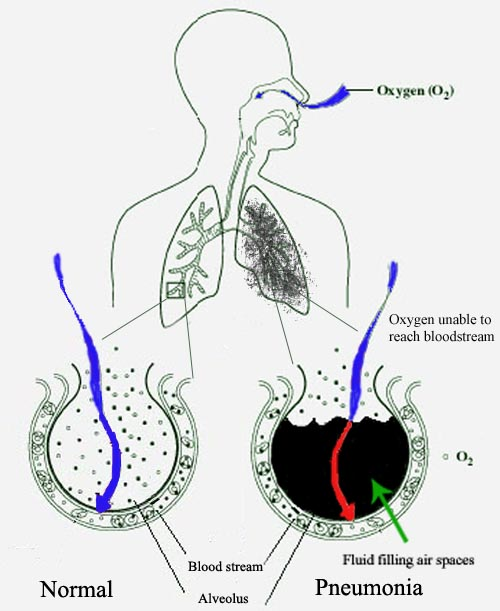
سینه پهلو آلوئول‌ها ریه را با مایع پُر کرده و مانع جذب اکسیژن توسط آن می‌شود. آلوئول سمت چپ طبیعی است، در حالی که آلوئول سمت راست در اثر سینه پهلو پر از مایع شده‌است.

سینه پهلو اغلب به‌صورت عفونت دستگاه تنفسی فوقانی شروع شده و به دستگاه تنفسی تحتانی حرکت می‌کند.

### ویروسی
ویروس‌ها ممکن است از مسیرهای مختلفی به ریه برسند. ویروس سنسیشیال تنفسی به‌طور معمول وقتی افراد اشیاء آلوده را لمس کرده و سپس به چشم یا بینی خود دست می‌زنند، منتقل می‌شود. سایر عفونت‌های ویروسی در صورتی رخ می‌دهد که قطرات آلوده معلق در هوا از طریق دهان یا بینی استنشاق شود. هنگامی که ویروس در مجاری هوایی فوقانی قرار داشته باشد، ممکن است به ریه راه پیدا کرده و در آنجا به سلول‌های پوششی مجاری هوایی، آلوئول‌ها یا پارانشیم ریه حمله کند. برخی از ویروس‌ها مانند سرخک و هرپس سیمپلکس ممکن است را از طریق خون به ریه‌ها برسند حمله به ریه‌ها ممکن است منجر به درجات مختلفی مرگ سلولی شود. هنگامی که سیستم ایمنی بدن به عفونت واکنش نشان می‌دهد، ممکن است بیشتر آسیب ببیند. گلبول‌های سفید خون و عمدتاً سلول‌های تک‌هسته‌ای، باعث بروز التهاب می‌شوند. بسیاری از ویروس‌ها علاوه بر صدمه زدن به ریه‌ها همزمان دیگر اندامها را نیز تحت تأثیر قرار داده و در سایر عملکردهای بدن نیز اختلال به‌وجود می‌آورد. ویروس‌ها همچنین بدن را بیشتر مستعد ابتلا به عفونت‌های باکتریایی می‌کنند؛ به این ترتیب ممکن است سینه پهلو باکتریایی به‌عنوان بیماری همایند رخ دهد.

### باکتریایی
اکثر مواقع، باکتری‌ها از طریق آسپیراسیون ریوی اندک (منظور؛ استنشاق دهانی است؛ یعنی از طریق حلق افراد، خودشان را به داخل ششها می‌رسانند؛ که بیشتر مواقع وقتیست که فرد، خوابیده‌است) ارگانیسم‌های ساکن گلو یا بینی افراد، وارد ریه‌ها می‌شوند. نیمی از مردم عادی در هنگام خواب این آسپیراسیون‌های اندک (استنشاق دهانی) را انجام می‌دهند. اگرچه گلو همیشه حاوی باکتری است، امّا این باکتری‌های بالقوه عفونی (عوامل بیماری‌زا) تنها در زمان‌های خاص و تحت شرایط معینی در آن سکونت می‌کنند.
بعضی از انواع باکتری‌های دیگر مانند ۱سل و۲ لژیونلا پنوموفیلا از طریق قطرات معلق آلوده در هوا (مانند بازدم بیماران هنگام سرفه یا عطسه) به ریه‌ها می‌رسند.
باکتری‌ها همچنین می‌توانند از طریق خون منتقل شود. هنگامی که باکتری در ریه قرار گرفت، ممکن است به فضاهای بین سلول و بین آلوئول‌ها حمله کند، که در آنگاهماکروفاژها و نوتروفیلها (سلول‌های سفید خون دفاعی بدن) تلاش می‌کنند باکتری‌ها را غیرفعال نمایند. نوتروفیل همچنین سیتوکین آزاد می‌کند و باعث فعال‌سازی عمومی سیستم ایمنی بدن می‌شود.
این امر منجر به تب، لرز و خستگی عمومی هنگام ابتلا به سینه پهلو باکتریایی می‌شود.
نوتروفیل‌ها، باکتری‌ها و مایع اطراف رگ‌های خونی آلوئول‌ها را پر می‌کنند که منجر به ایجاد نقاط فشرده قابل مشاهده در تصویر اشعه ایکس قفسه سینه می‌شوند.

## تشخیص
تشخیص سینه پهلو عموماً بر اساس ترکیبی از علائم فیزیکی و اشعه ایکس قفسه سینه صورت می‌گیرد. با این حال ممکن است تأیید علت زمینه‌ای دشوار باشد، زیرا هیچ‌گونه آزمون قطعی قادر به تمایز بین منشأ باکتریایی و غیر باکتریایی نیست. سازمان بهداشت جهانی سینه پهلو در کودکان را به‌طور بالینی و بر اساس سرفه یا دشواری در تنفس و میزان تنفس سریع، تورفتگی قفسه سینه، یا کاهش سطح هوشیاری تعریف می‌کند. میزان تنفس سریع معادل بیش از ۶۰ تنفس در دقیقه در کودکان زیر ۲ ماه، ۵۰ تنفس در دقیقه در کودکان ۲ ماهه تا ۱ ساله یا بیش از ۴۰ تنفس در دقیقه در کودکان ۱ تا ۵ ساله تعریف شده‌است. در کودکان، افزایش تعداد تنفس و تورفتگی قفسه سینه حساسیت بیشتری نسبت به شنیدن صدای رال یا ترق ترق قفسه سینه شنوایی با گوشی طبی دارد.
در بزرگسالان، به‌طور کلی در موارد خفیف نیازی به بررسی نیست زیرا اگر علائم حیاتی و سمع طبیعی باشد، خطر سینه پهلو کم است. در افرادی که نیاز به بستری شدن در بیمارستان دارند، انجام پالس اکسیمتری، رادیوگرافی قفسه سینه و آزمایش خون از جمله شمارش کامل خون، الکترولیت‌های سرم، سطح پروتئین واکنشی C و احیاناً ازمایش‌های عملکرد کبد توصیه می‌شود. تشخیص بیماری شبه آنفلوآنزا را می‌توان بر اساس علائم و نشانه‌ها انجام داد؛ با این حال، تأیید عفونت آنفلوآنزا نیازمند انجام آزمایش است. به این ترتیب درمان اغلب بر اساس شیوع آنفلوآنزا در جامعه یا تست سریع آنفلوآنزا ممکن است.

### معاینه فیزیکی
معاینه فیزیکی ممکن است گاهی فشار خون پایین، ضربان قلب بالا یا میزان اشباع اکسیژن را نشان دهد. سرعت تنفس ممکن است سریع‌تر از حالت عادی باشد و این مسئله ممکن است یک یا دو روز قبل از علائم دیگر رخ دهد. معاینه قفسه سینه ممکن است طبیعی باشد، اما احتمال دارد کاهش میزان اتساع قفسه سینه در سمت آسیب دیده را نشان دهد. صداهای نفس کشیدن شدید از مجاری هوایی بزرگتر که از ریه ملتهب عبور می‌کنند برونش تنفس نامیده می‌شود، و در صورت انجام سمع با استفاده از گوشی طبی شنیده می‌شود. در حین استنشاق ممکن است ترق ترق در منطقه آسیب دیده شنیده می‌شود. دق ممکن است بر روی ریه مبتلا صدای خفه‌ای بدهد، و در عوض کاهش یافتن، افزایش پیدا کند، تشدید صوتی موجب تمایز سینه پهلو از تجمع مایع در پلور است.

### تصویربرداری

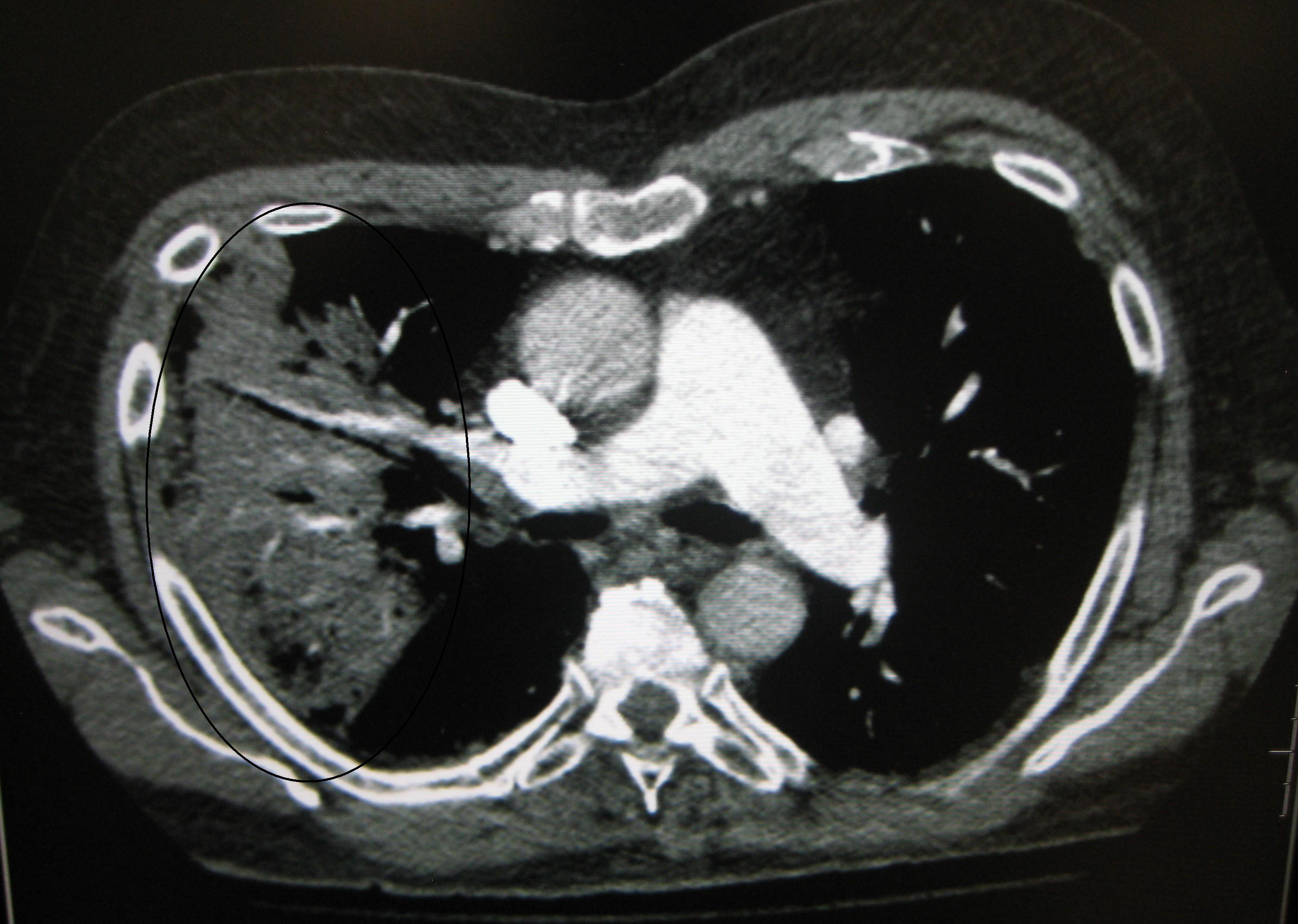

رادیوگرافی قفسه سینه اغلب برای تشخیص استفاده می‌شود. در افراد مبتلا به بیماری خفیف، تصویربرداری فقط در افرادی ضروری است که عوارض بالقوه‌ای دارند، کسانی که در اثر درمان بهبود نیافته‌اند، یا کسانی که علت بیماری آن‌ها نامشخص است. اگر شخصی آنقدر مریض باشد که نیاز به بستری شدن در بیمارستان داشته باشد، انجام رادیوگرافی قفسه سینه توصیه می‌شود. نتایج همواره با شدت بیماری همبسته نیست و نمی‌تواند به شکل مطمئنی بین عفونت باکتریایی و عفونت ویروسی تمایز ایجاد کند.
تصاویر اشعه ایکس از سینه پهلو به سینه پهلو لخته‌ای، سینه پهلو برونشی (همچنین با عنوان سینه پهلو بخشی شناخته می‌شود) و سینه پهلو بینابینی قابل طبقه‌بندی است. سینه پهلو اکتسابی باکتریایی، به‌طور معمول تجمع ریوی در یک لوب سگمنتال ریه را نشان می‌دهد که به آن سینه پهلو لخته‌ای می‌گویند. با این حال ممکن است یافته‌ها متفاوت باشند و الگوهای دیگری در انواع دیگر سینه پهلو شایع است. سینه پهلو آسپیراسیون ممکن است با تیرگی دوطرفه و عمدتاً در پایین ریه‌ها و در سمت راست وجود داشته باشد. تصاویر رادیوگرافی سینه پهلو ویروسی ممکن است طبیعی به نظر برسد، بیش از حد متورم باشد، مناطق لکه‌دار در هر دو طرف مشاهده شود، یا شبیه سینه پهلو باکتریایی، تجمع لخته‌ای را نشان دهد. ممکن است نتایج رادیولوژی در مراحل اولیه بیماری مشاهده نشود، به‌ویژه در صورتی آب بدن از دست رفته باشد؛ یا ممکن است تفسیر آن در کسانی که چاق هستند یا سابقه بیماری ریوی دارند، دشوار باشد. سی‌تی اسکن می‌تواند اطلاعات بیشتری را در موارد نامشخص در اختیار قرار دهد.

### میکروبیولوژی
در خصوص کنترل بیماری در جامعه، تعیین علت بیماری مقرون به صرفه نیست و عموماً تغییری در شیوه کنترل بیماری ایجاد نمی‌کند. در مورد افرادی که به درمان پاسخ نمی‌دهند، کشت خلط باید در نظر گرفته شود، و کشت مایکوباکتریوم توبرکلوزیس نیز باید در افراد مبتلا به سرفه مزمن همراه با خلط انجام گردد.
گاهی ممکن است انجام آزمایش، برای تشخیص سایر ارگانیسم‌های خاص، در حین شیوع بیماری و به دلایلی که مربوط به سلامت عمومی فرد است، توصیه شود.
در کسانی که دچار بیماری شدید هستند؛ علاوه بر هر دو نوع: ۱کشت خون و. ۲ کشت خلط، و همچنین:
۳آزمایش ادرار، به جهت مشاهدهٔ وجود آنتی‌ژنهای مربوط به لژیونلا و استرپتوکوک توصیه گردد. عفونت‌های ویروسی را می‌توان از طریق روش اول:
۱ تشخیص ویروس یا آنتی‌ژن‌های آن به وسیله کشت یا
روش دوم که:واکنش زنجیره‌ای پلیمراز (PCR)است؛ و یا
۳سایر روش‌های دیگر تعیین نمود. متأسفانه عوامل بیماری‌زا، فقط در ۱۵٪ از مواردی که با استفاده از آزمون‌های معمول میکروبیولوژیکی است، (آزمایشهای متداول)، تشخیص داده می‌شوند.

### طبقه‌بندی
سینه پهلو به التهاب ریه اشاره می‌کند؛ سینه پهلو معمولاً به علت عفونت به سینه پهلو گفته می‌شود اما گاهی نیز به وضعیت غیر عفونی که دارای ویژگی‌های تجمع ریوی است اشاره دارد. طبقه‌بندی سینه پهلو اغلب بر اساس شیوه ابتلا به آن صورت می‌گیرد: اکتسابی از جامعه، آسپیراسیون، مرتبط با بهداشت و درمان، اکتسابی از بیمارستان و سینه پهلو مرتبط با دستگاه تنفس مصنوعی. همچنین ممکن است بر اساس ناحیه مبتلا شده در ریه طبقه‌بندی شود: سینه پهلو لخته‌ای، سینه پهلو برونشی و سینه پهلو حاد بینابینی؛ یا بر اساس ارگانیسم مسبب بیماری دسته‌بندی شود. همچنین سینه پهلو در کودکان را می‌توان بر اساس علائم و نشانه‌ها به دسته‌های غیر شدید، شدید و بسیار شدید طبقه‌بندی کرد.

### تشخیص افتراقی
بیماری‌های مختلفی می‌توانند علائم و نشانه‌های مشابه علائم سینه پهلو داشته باشند، مانند: بیماری انسداد ریوی مزمن (COPD)، آسم، ادم ریوی، برونشکتازی، سرطان ریه، و آمبولی ریوی. آسم و COPD بر خلاف سینه پهلو به‌طور معمول همراه با خس خس است، در ادم ریوی نوار قلب مشاهده می‌شود، سرطان و برونشکتازی با سرفه طولانی‌تر همراه بوده، و آمبولی ریوی با درد ناگهانی شدید قفسه سینه و تنگی نفس همراه است.

## پیشگیری
پیشگیری شامل واکسیناسیون، اقدامات زیست‌محیطی و درمان مناسب سایر مشکلات درمانی و بهداشتی می‌باشد. اعتقاد بر این است که اگر اقدامات پیشگیرانه مناسب در سطح جهان صورت بگیرد، مرگ و میر در میان کودکان می‌تواند به میزان ۴۰۰٬۰۰۰ مورد کاهش یابد و اگر درمان مناسب در کل جهان در دسترس باشد، مرگ و میر دوران کودکی را می‌توان به میزان ۶۰۰٬۰۰۰ مورد کاهش داد.

### واکسیناسیون
واکسیناسیون هم در کودکان و بزرگسالان مانع از بروز برخی سینه پهلوهای باکتریایی و ویروسی می‌شود. واکسن آنفلوآنزا عملکرد نسبتاً مؤثری در برابر آنفلوآنزای A و B دارد. مرکز کنترل و پیشگیری از بیماری‌ها (CDC) واکسیناسیون سالانه برای تمام افراد ۶ ماهه به بالا را توصیه می‌کند. مصون کردن کارکنان مراقبت‌های بهداشتی خطر ابتلا به سینه پهلو ویروسی را در بین بیماران آن‌ها کاهش می‌دهد. در صورت شیوع آنفلوآنزا، داروهایی از جمله آمانتادین یا ریمانتادین ممکن است به جلوگیری از بیماری کمک کند. تأثیر زانامیویر یا اسلتامیویر مشخص نیست چرا که تولیدکنندگان اوسلتامیویر از انتشار داده‌های آزمایشی جهت تجزیه و تحلیل مستقل آن‌ها خودداری کرده‌اند.
واکسیناسیون علیه هموفیلوس آنفلوآنزا و استرپتوکوک سینه پهلوه شواهد خوبی برای تأیید استفاده از آن‌ها فراهم کرده‌است. واکسیناسیون کودکان در برابر استرپتوکوک سینه پهلوه منجر به کاهش بروز این عفونت در افراد بزرگسال می‌شود، چرا که بسیاری از بزرگسالان این عفونت‌ها را از کودکان می‌گیرند. واکسن استرپتوکوک سینه پهلوه برای بزرگسالان در دسترس است و مشخص شده که این واکسن خطر ابتلا به بیماری پنوموکوکی مهاجم را کاهش می‌دهد. هم‌اکنون واکسن موثرتری با نام Prevenar13 جهت پیشگیری از باکتری استرپتوکوک پنومونیه در بازار موجود است که نه تنها برای کودکان قابل استفاده است و در بیش از ۱۱۸ کشور دنیا به شکل اجباری تزریق می‌گردد، بلکه برای افراد بالاتر از ۵۰ سال نیز شدیداً توصیه می‌شود. علاوه برآن، افراد با بیماریهای مزمن قلبی ریوی کلیوی و کبدی، دیابتی، دریافت کنندگان داروهای سرکوب‌کننده سیستم ایمنی و کورتون طولانی مدت، کاندید پیوند، مشکلات طحال، افراد سیگاری و الکلی، مبتلایان به هر نوع بدخیمی حتماً باید این واکسن را دریافت نمایند. این واکسن هم‌اکنون در ایران نیز موجود است.
واکسن‌های دیگری که اثر محافظتی در برابر سینه پهلو ایجاد می‌کنند عبارتند از: سیاه سرفه، آبله مرغان، و سرخک. CDCPrev2012/>

### سایر
ترک سیگار و کاهش آلودگی هوا نظیر دود ناشی از پخت‌وپز داخل خانه با چوب یا سرگین، توصیه می‌شود. سیگار به‌عنوان بزرگ‌ترین عامل خطرآفرین ابتلا به سینه پهلو پنوموکوکی در بزرگسالان است. رعایت بهداشت دست‌ها و سرفه نکردن در آستین لباس نیز ممکن است از جمله اقدامات پیشگیرانه مؤثر باشد. استفاده از ماسک‌های جراحی توسط کسانی که بیمار هستند نیز ممکن است از شیوع بیماری جلوگیری کند.
درمان مناسب بیماری‌های زمینه‌ای (مانند اچ‌آی‌وی/ایدز، دیابت شیرین، و سوء تغذیه) می‌تواند خطر ابتلا به سینه پهلو را کاهش دهد. در کودکان کمتر از ۶ ماهه تغذیه فقط با شیر مادر هم خطر و هم شدت بیماری را کاهش می‌دهد. در افراد مبتلا به اچ‌آی‌وی/ایدز و کسانی که تعداد سلول CD۴ آن‌ها کمتر از ۲۰۰ سلول به ازای هر میکرولیتر است، آنتی‌بیوتیک تری‌متوپریم / سولفامتوکسازول موجب کاهش خطر پنوموسیستیس سینه پهلو می‌گردد و همچنین ممکن است در کسانی که دچار نقص سیستم ایمنی هستند اما اچ‌آی‌وی ندارند، برای پیشگیری مفید باشد.
انجام تست استرپتوکوک گروه B و تراکوماتیس کلامیدیا و در صورت نیاز تزریق آنتی‌بیوتیک برای زنان باردار، میزان سینه پهلو در نوزادان را کاهش می‌دهد؛ اقدامات پیشگیرانه در خصوص انتقال اچ‌آی‌وی از مادر به فرزند نیز ممکن است مؤثر باشد. ساکشن دهان و گلوی نوزادان که دارای مایع آمنیوتیک آغشته به مامیزه هستند در کاهش میزان سینه پهلو آسپیراسیون تأثیری نداشته و ممکن است باعث آسیب بالقوه شود، در نتیجه این عمل در اکثر موارد توصیه نمی‌شود. در افراد مسن ضعیف مراقبت‌های بهداشتی مناسب دهان ممکن است خطر ابتلا به سینه پهلو آسپیراسیون را کاهش دهد.

## درمان
| CURB-65                | CURB-65 |
| Symptom                | Points  |
| ---------------------- | ------- |
| Confusion              | ۱       |
| Urea>۷ mmol/l          | ۱       |
| Respiratory rate>۳۰    | ۱       |
| SBP<90mmHg, DBP<60mmHg | ۱       |
| Age>=۶۵                | ۱       |

به‌طور معمول، آنتی‌بیوتیک‌های خوراکی، استراحت، مسکن معمولی، و مایعات برای بهبود کامل کافی است. با این حال کسانی به وضعیت پزشکی دیگری مبتلا هستند، سالمندان، یا کسانی که مشکل تنفسی قابل توجهی دارند ممکن است نیاز به مراقبت‌های بیشتری داشته باشند. اگر نشانه‌ها بدتر شود، سینه پهلو با درمان در منزل بهبود نیابد، یا عوارض دیگری رخ دهد، ممکن است لازم باشد فرد در بیمارستان بستری شود. در سراسر جهان، حدود ۷–۱۳٪ موارد این بیماری در کودکان منجر به بستری شدن آن‌ها می‌گردد در حالی که در کشورهای توسعه یافته بین ۲۲ تا ۴۲٪ از بزرگسالان مبتلا به سینه پهلو اکتسابی از جامعه در بیمارستان بستری می‌شوند. نمره CURB-65 برای تعیین لزوم پذیرش بزرگسالان در بیمارستان مفید است. در صورتی که این نمره ۰ یا ۱ باشد شخص به‌طور معمول می‌تواند خود را در خانه درمان کند، اگر این نمره ۲ باشد اقامت کوتاه در بیمارستان یا پیگیری دقیق ضروری است، اگر این عدد بین ۳ تا ۵ باشد، توصیه می‌شود فرد بستری گردد. کودکانی که دچار زجر تنفسی هستند یا اشباع اکسیژن آن‌ها کمتر از ۹۰٪ است باید در بیمارستان بستری شوند. تأثیر فیزیوتراپی قفسه سینه در سینه پهلو هنوز مشخص نشده‌است. ممکن است تهویه غیرتهاجمی در افرادی که در واحد مراقبت‌های ویژه بستری شده‌اند، مفید باشد. استفاده از داروی سرفه بدون نسخه و همچنین استفاده از روی در کودکان مؤثر نبوده‌است. شواهد کافی در مورد تأثیر خلط‌آورها وجود ندارد.

### باکتریایی
آنتی‌بیوتیک باعث بهبود حال کسانی می‌شود که به سینه پهلو باکتریایی مبتلا هستند. انتخاب آنتی‌بیوتیک در وهله اول به ویژگی‌های فرد مبتلا، مانند سن، وضعیت سلامت، و نحوه ابتلا به عفونت بستگی دارد. در انگلستان، درمان تجربی با آموکسی‌سیلین به‌عنوان درمان خط اول برای سینه پهلو اکتسابی از جامعه توصیه می‌شود، داکسی‌سیکلین یا کلاریترومایسین به‌عنوان جایگزین مطرح است. در آمریکای شمالی که در آن اشکال «غیرعادی» سینه پهلو اکتسابی از جامعه شایع‌تر است، ماکرولیدها (مانند آزیترومایسین یا اریترومایسین)، داکسی‌سیکلین و آموکسی‌سیلین به عنوان خط اول درمان سرپایی در بزرگسالان در نظر گرفته می‌شوند. در کودکان دارای علائم خفیف یا متوسط آموکسی‌سیلین همچنان به‌عنوان خط اول درمان محسوب می‌شود. استفاده از فلوروکینولون در موارد بدون عارضه توصیه می‌شود و دلیل آن نگرانی در مورد عوارض جانبی و ایجاد مقاومت با توجه به عدم وجود نفع بالینی بیشتر است. طول مدت درمان به‌طور رایج هفت تا ده روز است، اما شواهد روزافزونی نشان می‌دهد که دوره‌های کوتاه‌تر (سه تا پنج روز) نیز تأثیر مشابهی دارند. در خصوص سینه پهلو اکتسابی از بیمارستان استفاده از نسل سوم و چهارم سفالوسپورین، کرباپنم، فلوروکینولون، آمینوگلیکوزید، و وانکومایسین توصیه می‌شود. این آنتی‌بیوتیک‌ها اغلب به‌صورت به صورت داخل وریدی ارائه شده و به‌صورت ترکیبی مورد استفاده قرار می‌گیرند. در افرادی که در بیمارستان درمان می‌شوند بیش از ۹۰٪ افراد با آنتی‌بیوتیک‌های اولیه بهبود پیدا می‌کنند.

### ویروسی
از مهارکننده‌های نورآمینیداز می‌توان برای درمان سینه پهلو ویروسی ناشی از ویروس‌های آنفلوآنزا (آنفلوآنزا A و آنفلوآنزا B) استفاده کرد. هیچ داروی ضدویروس برای سایر سینه پهلوهای ویروسی اکتسابی از جامعه از جمله ویروس کوروناویروس سارس، آدنوویروس، هانتاویروس، و پاراآنفلوآنزا توصیه نشده‌است. آنفلوآنزا نوع A را می‌توان با ریمانتادین یا آمانتادین درمان کرد، اما هر دو آنفلوآنزای نوع A یا B را می‌توان با اسلتامیویر، زانامیویر یا پرامیویر درمان نمود. بیشترین تأثیر این داروها در صورتی است که ظرف ۴۸ ساعت از شروع علائم مصرف شوند. بسیاری از گونه‌های آنفلوآنزا نوع A آنفلوانزای پرندگان که با عنوان آنفلوآنزای پرندگان یا «آنفلوآنزای مرغی» نیز شناخته می‌شود در برابر ریمانتادین و آمانتادین مقاومت نشان داده‌اند. استفاده از آنتی‌بیوتیک‌ها در سینه پهلو ویروسی توسط برخی از کارشناسان توصیه می‌شود زیرا نمی‌توان احتمال بروز عوارض عفونت باکتریایی را رد کرد. انجمن قفسه سینه بریتانیا توصیه می‌کند کسانی که مبتلا به بیماری خفیف هستند از مصرف آنتی‌بیوتیک خودداری کنند. استفاده از کورتیکواستروئید محل مناقشه است. مکمل ویتامین ث می‌تواند در درمان و جلوگیری از ابتلا به سینه پهلو با عامل ویروسی مفید باشد

### آسپیراسیون
به‌طور کلی، سینه پهلوی آسپیراسیون با احتیاط درمان شده و آنتی‌بیوتیک فقط برای سینه پهلو آسپیراسیون داده می‌شود. انتخاب آنتی‌بیوتیک به عوامل مختلفی از جمله نوع ارگانیسم مسبب بیماری و همچنین این مسئله بستگی دارد که آیا سینه پهلو از جامعه گرفته شده یا در محیط بیمارستان ایجاد شده‌است. برخی از رایج‌ترین گزینه‌ها عبارتند از: کلیندامایسین، که ترکیبی است از آنتی‌بیوتیک‌های بتالاکتام و مترونیدازول، یا آمینوگلیکوزید. گاهی از کورتیکواستروئید برای سینه پهلو آسپیراسیون استفاده می‌شود، اما شواهد محدودی در خصوص تأیید مؤثر بودن آن وجود دارد.

## پیش‌آگهی
در صورت درمان، بسیاری از انواع سینه پهلو باکتریایی در عرض ۳–۶ روز از بین خواهد رفت. بهبود بسیاری از علائم معمولاً چند هفته طول می‌کشد. نشانه‌های قابل مشاهده با اشعه ایکس به‌طور معمول در عرض چهار هفته از بین می‌رود و میزان مرگ و میر اندک است (کمتر از ۱٪). در افراد مسن یا افرادی که دچار سایر مشکلات ریوی هستند ممکن است بهبود بیش از ۱۲ هفته طول بکشد.  در افرادی که نیاز به بستری شدن در بیمارستان دارند میزان مرگ و میر ممکن است تا ۱۰٪ افزایش یابد و در کسانی که نیاز به مراقبت‌های ویژه دارند این مقدار ممکن است به ۳۰–۵۰٪ برسد. سینه پهلو شایع‌ترین عفونت اکتسابی از بیمارستان است که منجر به مرگ می‌شود. قبل از ظهور آنتی‌بیوتیک‌ها، مرگ و میر در بین کسانی که در بیمارستان بستری می‌شدند به‌طور معمول ۳۰٪ بود.
در افراد مسن و کسانی که دارای مشکلات زمینه‌ای سلامت هستند ممکن است عوارض ویژه‌ای رخ دهد. این موارد ممکن است شامل: آمپیم، آبسه ریه، برونشیولیت مزمن، سندرم زجر تنفسی حاد، گندخونی، و بدتر شدن مشکلات زمینه‌ای سلامت باشد.

### قوانین پیش‌بینی بالینی
قوانین پیش‌بینی بالینی برای پیش‌بینی عینی‌تر نتایج سینه پهلو تدوین شده‌است. این قوانین اغلب در تصمیم‌گیری برای بستری کردن فرد استفاده می‌شود.
- شاخص شدت سینه پهلو (یا امتیاز PSI)[۲۶]
- نمره CURB-65 که شدت علائم، بیماری‌های زمینه‌ای و سن را در نظر می‌گیرد[۸۲]

### تجمع مایع در پلور، آمپیم، و آبسه

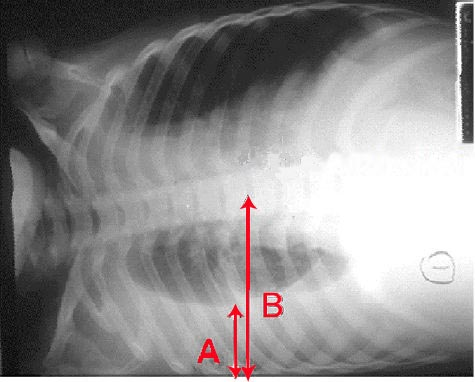
تجمع مایع در پلور: در قفسه سینه با اشعه ایکس. فلش A مایع در سمت راست قفسه سینه را نشان می‌دهد. فلش B عرض ریه راست را نشان می‌دهد. حجم ریه به علت تجمع مایع اطراف ریه کاهش پیدا کرده‌است.

در سینه پهلو ممکن است تجمع مایع در فضای اطراف ریه تشکیل شود. گاهی میکروارگانیسم‌ها این مایع را آلوده می‌کنند و باعث یک آمپیم می‌شوند. برای تشخیص آمپیم از تجمع مایع پاراسینه پهلو ساده که رایج‌تر است، مایع را می‌توان با یک سوزن (توراسنتز) جمع‌آوری کرد و مورد بررسی قرار داد. اگر شواهدی دال بر وجود آمپیم وجود داشته باشد، تخلیه کامل مایع لازم است، و این کار اغلب نیازمند کاتتر تخلیه است. در موارد شدید آمپیم، ممکن است جراحی لازم باشد. اگر مایع آلوده تخلیه نشود، ممکن است عفونت باقی بماند، زیرا آنتی‌بیوتیک‌ها به خوبی در حفره پلور نفوذ نمی‌کنند. اگر مایع آلوده نیست، تنها در صورتی باید خشک شود که موجب علایم شده یا علایم از بین نرود.
باکتری‌های موجود در ریه به ندرت توده مایعی آلوده موسوم به آبسه ریه را تشکیل می‌دهند. معمولاً آبسه ریه را می‌توان با اشعه ایکس قفسه سینه مشاهده کرد، اما اغلب به یک سی‌تی اسکن قفسه سینه برای تأیید تشخیص نیاز است. آبسه به‌طور معمول در سینه پهلو آسپیراسیون رخ می‌دهد و معمولاً حاوی انواع مختلفی از باکتری‌ها است. معمولاً استفاده طولانی‌مدت از آنتی‌بیوتیک‌ها برای درمان آبسه ریه کافی است، اما گاهی آبسه باید با توسط جراح یا رادیولوژیست تخلیه شود.

### نارسایی تنفسی و گردش خون
سینه پهلو می‌تواند با تحریک سندرم زجر تنفسی حاد (ARDS) باعث نارسایی تنفسی شود که خود ناشی از ترکیب عفونت و پاسخ التهابی است.  ریه‌ها به سرعت پر از مایع شده و سفت می‌شوند.  این سفتی همراه با مشکلات شدید استخراج اکسیژن ناشی از مایع آلوئولی، ممکن است نیازمند دوره‌های طولانی تهویه مکانیکی باشد تا فرد زنده بماند.
سپسیس یک عارضه بالقوه سینه پهلو است، اما به‌طور معمول فقط در افراد دارای سیستم ایمنی ضعیف یا هیپواسپلنیسم رخ می‌دهد.  ارگانیسم‌هایی که اغلب موجب آن می‌شوند عبارتند از استرپتوکوک سینه پهلوه، هموفیلوس آنفلوآنزا و کلبسیلا سینه پهلوه.  علت‌های دیگر این علائم را باید آنفارکتوس میوکارد یا آمبولی ریوی در نظر گرفت.

## اپیدمیولوژی
| no data <100 100–700 700–1400 1400–2100 2100–2800 ۲۸۰۰–۳۵۰۰ | 3500–4200 ۴۲۰۰–۴۹۰۰ 4900–5600 5600–6300 ۶۳۰۰–۷۰۰۰ >۷۰۰۰ |

استاندارد شده بر اساس سن میزان مرگ و میر: عفونت دستگاه تنفسی تحتانی به ازای هر ۱۰۰٬۰۰۰ نفر در سال ۲۰۰۴.

سینه پهلو بیماری شایعی است که سالانه حدود ۴۵۰ میلیون نفر را مبتلا کرده و در تمام نقاط جهان رخ می‌دهد. این بیماری یک علت عمده مرگ و میر در میان تمام گروه‌های سنی بوده و منجر به ۴ میلیون مرگ سالیانه (۷٪ از کل مرگ و میر در جهان) می‌شود. بیشترین این میزان در کودکان کمتر از پنج و افراد مسن‌تر از ۷۵ سال رخ می‌دهد. میزان وقوع این بیماری در جهان در حال توسعه نسبت به جهان توسعه یافته در حدود پنج برابر بیشتر است. سینه پهلو ویروسی حدود ۲۰۰ میلیون مورد مرگ را موجب می‌شود. در ایالات متحده و در سال ۲۰۰۹، سینه پهلو هشتمین علت اصلی مرگ و میر بوده‌است.

### کودکان
در سال ۲۰۰۸، سینه پهلو حدوداً در ۱۵۶ میلیون کودک (۱۵۱ میلیون نفر در جهان در حال توسعه و ۵ میلیون نفر در جهان توسعه یافته) رخ داده‌است. این بیماری منجر به ۶/۱میلیون مرگ یا ۲۸ تا ۳۴٪ تمام مرگ و میرها در کودکان کمتر از پنج سال شد که ۹۵٪ آن در جهان در حال توسعه رخ داد. کشورهای دارای بیشترین بار بیماری عبارتند از: هند (۴۳ میلیون)، چین (۲۱ میلیون) و پاکستان (۱۰ میلیون) نفر. این بیماری علت اصلی مرگ و میر در میان کودکان در کشورهای کم‌درآمد است. بسیاری از این مرگ و میرها در دوره نوزاد رخ می‌دهد. سازمان بهداشت جهانی تخمین زده‌است از هر سه مرگ نوزادان تازه متولد شده یک مورد به علت سینه پهلو رخ می‌دهد. از لحاظ نظری می‌توان تقریباً جلوی نیمی از این مرگ و میرها را گرفت، چرا که توسط باکتری‌هایی ایجاد می‌شوند که واکسن مؤثری برای آن‌ها در دسترس است.

## تاریخچه

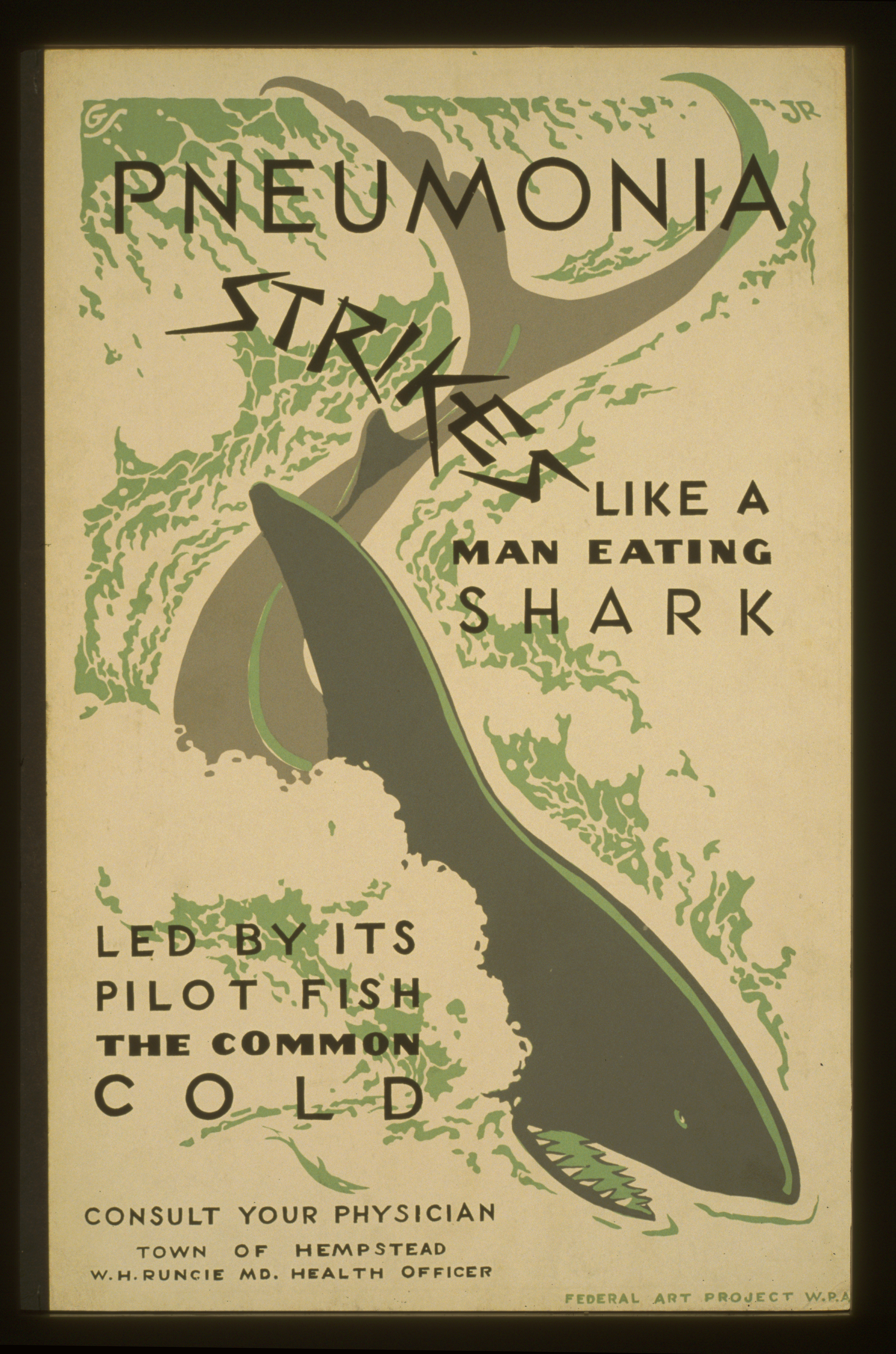
WPA پوستر، ۱۹۳۶/۱۹۳۷

سینه پهلو بیماری شایعی در طول تاریخ بشر بوده‌است. علائم آن توسط بقراط (حدود ۳۷۰ قبل از میلاد - ۴۶۰ قبل از میلاد) شرح داده شده‌است:«تأثیرات پری‌سینه پهلو و ریوی آن به این شرح مشاهده می‌شود: اگر تب شدید باشد، و اگر درد در یکی از طرفین یا هر دو طرف وجود داشته باشد، و در صورتی که با بازدم سرفه وجود داشته باشد، و خلط به رنگ زرد یا کبود باشد، یا رقیق، پر از کف، و خونی باشد، یا اگر هر ویژگی دیگری داشته باشد که غیرمعمول باشد… وقتی سینه پهلو در اوج خود باشد، اگر شخص پاکسازی نشده باشد امکان درمان وجود ندارد، و بد است اگر وی دچار تنگی نفس باشد، و ادرار وی رقیق و بدبو باشد، و اگر عرق از گردن و سر وی خارج شود، زیرا این عرق بد است، چرا که نشان‌دهنده خفگی، قدرت و شدت بیماری است که دارد بر بدن چیره می‌شود.» با این حال، بقراط سینه پهلو را نوعی بیماری معرفی کرده که «قدما نامگذاری کرده‌اند». او همچنین نتایج تخلیه جراحی آمپیما را گزارش کرده‌است. ابن میمون (۱۱۳۵–۱۲۰۴ م) عنوان کرده‌است: «علائم اولیه که در سینه پهلو رخ می‌دهد و هرگز غایب نیستند به شرح زیر است: تب شدید، درد ریوی پایدار در طرفین، تنفس سریع کوتاه، نبض منقطع و سرفه.» این شرح بالینی کاملاً شبیه چیزی است که در کتاب‌های درسی مدرن آمده‌است و نشان‌دهنده وسعت دانش پزشکی در قرون وسطی تا قرن نوزدهم است.
ادوین کلبس اولین نفری بود که باکتری را در مجاری هوایی فردی که در سال ۱۸۷۵ از سینه پهلو درگذشته بود مشاهده کرد. کار اولیه شناسایی دو علت باکتریایی شایع یعنی "استرپتوکوک سینه پهلوه و کلبسیلا سینه پهلوه توسط کارل فریدلاندر و آلبرت فرانکل در به ترتیب در سال ۱۸۸۲ و سال ۱۸۸۴ انجام شد. کار اولیه فریدلاندر، لکه گرم را به‌عنوان روش آزمون آزمایشگاهی اساسی معرفی کرد که هنوز هم برای شناسایی و طبقه‌بندی باکتری‌ها مورد استفاده قرار می‌گیرد. مقاله کریستین گرم در توصیف این روش در سال ۱۸۸۴ به افتراق این دو باکتری کمک کرد و نشان داد که سینه پهلو می‌تواند در اثر بیش از یک میکروارگانیسم ایجاد شود.
سِر ویلیام آسلر که به‌عنوان «پدر طب مدرن،» شناخته می‌شود، از مرگ و میر و ناتوانی ناشی از سینه پهلو در سال ۱۹۱۸ به‌عنوان «کاپیتان مردان مرگ» یاد کرد، چرا که در آن زمان به‌عنوان یکی از علل عمده مرگ و میر حتی از سل پیشی گرفته بود. این عبارت در اصل توسط جان بنیان در اشاره به «سل ریوی» (سل) ابداع شده بود. اوسلر همچنین سینه پهلو را «دوست مردان پیر» می‌خواند زیرا در زمانه‌ای که سایر روش‌های مرگ از بسیاری جهات کندتر و دردناک‌تر بود، مرگی اغلب سریع و بدون درد را موجب می‌شد.
تحولات متعددی در سال‌های ۱۹۰۰ وضعیت را برای کسانی که مبتلا به سینه پهلو بودند، بهبود داد. ظهور پنی سیلین و آنتی‌بیوتیک‌های دیگر، تکنیک‌های جراحی مدرن، و مراقبت‌های ویژه در قرن بیستم باعث شد مرگ و میر ناشی از سینه پهلو در کشورهای توسعه یافته با شتاب به میزان ۳۰ درصد کاهش یابد. واکسیناسیون نوزادان در برابر هموفیلوس آنفلوآنزا نوع B در سال ۱۹۸۸ آغاز شد و مدت کوتاهی پس از آن منجر به کاهش چشمگیر موارد بیماری گردید. در ۲۴ ماه نوامبر سال ۱۹۹۱ خواننده، نوازنده و ترانه‌سرای انگلیسی فردی مرکوری بر اثر ذات الریه ناشی از ایدز درگذشت. واکسیناسیون در برابر استرپتوکوک سینه پهلوه در بزرگسالان در سال ۱۹۷۷ و در کودکان در سال ۲۰۰۰ آغاز شد، و منجر به کاهش مشابهی گردید.

## جامعه و فرهنگ
با توجه به بار بالای بیماری در کشورهای در حال توسعه، و آگاهی نسبتاً کم از این بیماری در کشورهای توسعه یافته، جامعه بهداشت جهانی ۱۲ نوامبر را روز جهانی سینه پهلو اعلام کرده‌است که روزی برای شهروندان و سیاست گذاران دلسوز جهت اقدام علیه این بیماری است. هزینه‌های اقتصادی سینه پهلو اکتسابی از جامعه ۱۷ میلیارد دلار تخمین زده شده‌است.